# حیات (فیلم ۱۳۸۳)
حیات (فیلم) فیلمی به کارگردانی غلامرضا رمضانی و نویسندگی مجتبی خشک دامن ساختهٔ سال ۱۳۸۳ است.

## بازیگران
- غزاله پارسافر
- مهرداد حسنی
- محمدسعید باباخانلو
- معصومه غیاث آبادی
- پریسا دیناری
- خاطره مسلمی
- صفرعلی کوهی
- میترا چراغی